# Xenylla laurisilvae
Xenylla laurisilvae är en urinsektsart som beskrevs av Fjellberg 1992. Xenylla laurisilvae ingår i släktet Xenylla och familjen Hypogastruridae. Inga underarter finns listade i Catalogue of Life.